# Schering-Plough
Schering-Plough Corporation — американська фармацевтична компанія. Спочатку вона була американською дочірньою компанією німецької компанії «Schering AG», заснованої в 1851 році Ернстом Крістіаном Фрідріхом Шерінгом. Унаслідок націоналізації вона стала незалежною компанією. У 1971 році корпорація (Schering) об'єдналася з компанією «Plough, Inc.» (заснованою підприємцем з Мемфіса Ейбом Плау в 1908 році, утворивши компанію «Schering-Plough». 4 листопада 2009 року компанія"Merck & Co." об'єдналася зі «Schering-Plough», і нова компанія отримала назву «Merck & Co.».
Компанія «Schering-Plough» виробляла кілька фармацевтичних препаратів, найвідомішими з яких були препарати від алергії «Кларитин» і «Кларінекс», препарат для зниження рівня холестерину «Віторін», та препарат проти пухлин головного мозку «Темодар». Вони почали продаватися під брендом корпорації «Merck & Co.».
Компанія «Schering-Plough» також володіла та управляла великим брендом засобів догляду за ногами «Dr. Scholl's» та лінією засобів догляду за шкірою «Coppertone». Вони також стали частиною нової компанії.
Станом на червень 2005 року «Schering-Plough» мала 1,4 % частки ринку США, що ставило її на сімнадцяте місце серед 20 провідних фармацевтичних корпорацій за обсягом продажів, зібраних «IMS Health».
«Schering-Plough» була повноправним членом Європейської федерації фармацевтичної промисловості та асоціацій, членство в якій також підтримується новою компанією «Merck & Co.».

## Історія

### Фармацевтичні препарати та споживчі товари
Компанія «Schering» була заснована в 1851 році Ернстом Крістіаном Фрідріхом Шерінгом у Німеччині як «Schering AG». Компанію «Plough, Inc.» заснував підприємець з Мемфіса Ейб Плау у 1908 році. Він позичив 125 доларів у свого батька, щоб розпочати бізнес у 16 років. Як самостійний підприємець, він змішував «Антисептичну цілющу олію Плау», «надійні ліки від будь-якої хвороби людини чи тварини», і продавав її з кінного екіпажу.
Серед придбань «Plough» були дитячий аспірин «St Joseph's», косметика «Maybelline» та засоби догляду за шкірою «Coppertone». «Plough» також мала підрозділ мовлення, який керував радіостанціями в Атланті («WCAO-AM» і «WVEE»), Балтиморі («WCAO-AM» і «WQSR»), Бостоні («WCOP-AM» і «WZLX»), Чикаго («WJJD-AM» і «WBMX») та Мемфісі («WMPS-AM» і «WHRK»).
Після вступу США в Другу світову війну в 1941 році президент США Франклін Делано Рузвельт наказав конфіскувати активи «Schering AG» у США. Вона стала називатися «Schering Corporation». Компанія перебувала під державним управлінням до 1952 року, коли її було переформовано, а її активи продано приватному сектору.
У 1957 році «Schering» придбала «White Laboratories».
У 1971 році корпорація «Schering» об'єдналася з «Plough, Inc». На момент злиття Ейб Плау став головою об'єднаної компанії. У 2000 році «Schering-Plough» придбала в компанії «Novartis» новий кампус у Самміті в штаті Нью-Джерсі.
12 березня 2007 року компанія «Schering-Plough Corp.» придбала фармацевтичний підрозділ нідерландської компанії «AkzoNobel» «Organon BioSciences» за 14,4 мільярда доларів, що мало надати американській фармацевтичній компанії цілий ряд продуктів для жіночого здоров'я та численні розробки експериментальних ліків на пізніх стадіях. Сама компанія «Organon» була заснована в 1923 році доктором Салом ван Званенбергом, президентом «Zwanenberg's Slachterijen en Fabrieken».
4 листопада 2009 року компанія «Schering-Plough» об'єдналася з «Merck & Co.», і шляхом зворотного злиття «Merck» стала дочірньою компанією «Schering-Plough», яка перейменувалася на «Merck».

### Здоров'я тварин

#### Coopers Animal Health
Один із заводів «Schering-Plough» в Аппер-Гатті в Новій Зеландії був найбільшим у світі окремим місцем виробництва ветеринарних вакцин. Це було пов'язано головним чином з тим, що ізоляція Нової Зеландії створила природний карантин, залишивши країну вільною від сказу, ящура, скрепі, губчастоподібної енцефалопатії великої рогатої худоби та багатьох інших хвороб худоби. Раніше в країні реєструвався ехінококоз, але його було ліквідовано. Це підприємство було відоме на місцевому рівні як «Coopers Animal Health», торгова марка, яка виникла в 1850-х роках у британської компанії «Cooper & Nephews»; і торгова марка Coopers тривалий час використовувалася «Schering-Plough» в Австралії, але не в інших місцях.

#### Intervet
Унаслідок придбання «Organon BioSciences» компанія «Schering-Plough» зміцнила свій бізнес у сфері здоров'я тварин з дочірньою компанією «AkzoNobel» «Intervet», отримавши контроль над виробником активних фармацевтичних інгредієнтів «Diosynth» та доступ до виробництва вакцин для людини через дочірню компанію «Nobilon». До складу «Organon BioSciences» входили три компанії: «Organon», «Diosynth» та «Intervet». «HomeAgain» продовжує використовувати назву «Intervet», що належить «Merck & Co.».

#### Merck Animal Health, MSD Animal Health
Після злиття «Schering-Plough» з «Merck & Co.» підрозділ здоров'я тварин все ще був відомий як «Intervet/Schering-Plough Animal Health». Злиття «Merial» та «Intervet/Schering-Plough» планувалося у 2010 році, але було скасовано у березні 2011 року. 29 червня 2011 року компанія оголосила, що підрозділ здоров'я тварин відтоді буде мати назву «Merck Animal Health» у США та Канаді; та буде називається «MSD Animal Health» в інших країнах світу.

### Виконавчі директори
| Ім'я                 | Термін роботи                    |
| -------------------- | -------------------------------- |
| Віллібальд Г. Конзен | 1971 — 1979                      |
| Річард Дж. Беннетт   | 1979 — 31 січня 1982             |
| Роберт П. Лучано     | 1 лютого 1982 — 31 грудня 1995   |
| Річард Дж. Коган     | 1 січня 1996 р. — квітень 2003 р |
| Фред Хассан          | Квітень 2003 — 3 листопада 2009  |

## Медичні вироби

### Рецептурні препарати
- Брідіон (сугамадекс)
- Серазетт
- Дезлоратадин: антигістамінний препарат під назвою «Кларінекс»
- Есмерон/Земурон (рокуроній)
- Фамвір (Фамцикловір): для лікування оперізуючого герпесу, розроблений компанією «Novartis»
- Інтрон А та ПЕГ-Інтрон, інтерферон альфа-2b: для лікування гепатиту С
- Левітра (варденафіл): препарат від еректильної дисфункції; продається спільно з «Bayer» та «GlaxoSmithKline».
- Лівіал (тіболон)
- Марвелон/Дезоген
- Назонекс та Асманекс (мометазону фуроат)
- Ноксафіл (позаконазол)
- НуваРинг
- Пурегон/Фоллістим
- Квазепам (Дорал)[18]
- Ремерон/Ремерон Солтаб (міртазапін)
- Ремікейд (інфліксімаб)
- Субоксон (бупренорфін/налоксон)
- Темодар (темозоломід)
- Віторін (езетиміб/симвастатин): комбінований препарат для зниження рівня холестерину
- Зетія (езетиміб): препарат для зниження рівня холестерину

### Безрецептурні препарати (більшість препаратів продається компанії Bayer, окрім Coppertone)
- Афрін: Назальний спрей від закладеності носа
- Кларитин (лоратадин): антигістамінний препарат, який має менший ризик викликати сонливість
- Коректол: Стимулюючий проносний засіб, що містить діоктилсульфосукцинат натрію та жовтий фенолфталеїн
- Корицидин: паліативний засіб від застуди, призначений для людей з артеріальною гіпертензією.
- Coppertone: сонцезахисні засоби
- Bain de Soleil: сонцезахисний крем
- Дріксорал
- Соляркаїн: полегшення сонячних опіків
- Zinka: Кольоровий сонцезахисний крем

## Ветеринарні продукти
- Система пошуку домашніх тварин «HomeAgain» — це вдосконалена система ідентифікації та пошуку домашніх тварин.
- Зубрин: нестероїдний протизапальний препарат для лікування остеоартриту у собак.[19]
- Мометамакс: показаний для лікування гострого зовнішнього отиту та хронічного зовнішнього отиту у собак, спричиненого дріжджами (Malassezia pachydermatis, раніше Pityrosporum canis) та/або бактеріями, чутливими до гентаміцину. Містить найсильніший стероїд (мометазону фуроат) у ветеринарній медицині.[20]
- Вакцини «Eclipse»: Атенуйовані модифіковані живі котячі вакцини, доступні в безлічі антигенних комбінацій.[21]
- Вакцини «Galaxy»: Вакцини для собак, доступні в безлічі комбінацій антигенів.[22]
- Оптіммун: очна мазь (циклоспорин) для лікування панніса та сухого кератокон'юнктивіту у собак.[23]
- Орбакс: Торгова назва фторхінолону орбіфлоксацину.[24]
- Отомакс: показаний для лікування гострого зовнішнього отиту та хронічного зовнішнього отиту у собак, спричиненого дріжджами (Malassezia pachydermatis, раніше Pityrosporum canis) та/або бактеріями, чутливими до гентаміцину. Містить бетаметазону валерат як протизапальний засіб.[25]
- Банамін: нестероїдний протизапальний препарат, що застосовується для лікування коней, великої рогатої худоби та свиней у різних частинах світу.[26]
- Еструмат: синтетичний простагландин, що використовується для розмноження великої рогатої худоби.[27]
- Триветрин: триметоприну сульфат для лікування великої рогатої худоби та свиней.
- Нуфлор-Флорфенікол — для лікування респіраторних захворювань великої рогатої худоби, копитної гнилі та контролю респіраторних захворювань у великої рогатої худоби з високим ризиком розвитку респіраторних захворювань великої рогатої худоби.[28]

## Препарат для фізичних вправ
Компанія «Schering-Plough» також отримала широку рекламу за препарат AICAR, який імітує ефект фізичних вправ, і має особливо потужний ефект при використанні разом з іншим препаратом GW1516, розробленим GlaxoSmithKline.

## Спільні дослідження
Окрім внутрішньої дослідницької та розробницької діяльності, компанія «Schering-Plough» також брала участь у спільних дослідницьких проєктах, що фінансуються з державного бюджету, з іншими промисловими та академічними партнерами. Одним із прикладів неклінічної оцінки безпеки був «InnoMed PredTox».

## Скандали
У 2004 році компанію «Schering-Plough» звинуватили у маркетингових трюках та виплаті винагород лікарям за призначення фармацевтичної продукції компанії.
6 березня 2002 року компанія «Schering-Plough» подала до FDA постанову про мирову угоду через виробничі проблеми з її інгалятором «Альбутерол». Компанії було наказано виплатити 500 мільйонів доларів США до казначейства США.